# 筒香裕史
筒香 裕史（つつごう ひろし、1981年〈昭和56年〉 - ）は、和歌山県橋本市出身の少年スポーツ指導者、元中学校保健体育科教諭。筒香青少年育成スポーツ財団理事長、スポーツアカデミー「Go estudio SPORTS ACADEMY」運営者、橋本市スポーツ推進アドバイザー。
弟はプロ野球選手の筒香嘉智。

## 経歴・人物
野球選手を志し、小学生時代から野球をプレー。中学時代は硬式野球チームに所属し、中学卒業後は和歌山を離れ、香川県の強豪校である尽誠学園高等学校に進学し、甲子園出場を目指した。当時のポジションは二塁手。筒香の在籍した3年間で同校は夏の甲子園に二度出場したが、筒香自身は3年生春の県大会で控え選手だったのを最後に、甲子園では応援席に回っていた。2学年上に大沼幸二、1学年上に木村昇吾、1学年下に田中浩康がいたが、彼らを見て身体能力が違いすぎること実感した。また、野球の技術では補いきれない体の強さに着目し、子供の頃から鍛えていればこのレベルに行けるかもしれないという考えに至ったことで指導者を目指すきっかけにもなった。
大学時代も野球を続けたが、子供の頃は楽しんでいたはずの野球に対して、ミスへの恐れからマイナス思考になり、苦しみに変わってしまったという。大学中退後は家業のガソリンスタンドを手伝いながら、「弟には野球を楽しませてやりたい」という気持ちのもと、当時中学生の弟：嘉智の硬式野球練習のサポートをしていた。また、嘉智が小学生時代に「堺ビッグボーイズ」に参加したのは、裕史の勧めによるもので、高校時代の裕史が嘉智のために何チームも見て回ると、同チームは体のケアのサポート体制が整っていたという。
2010年に神奈川県横浜市立老松中学校の保健体育科教諭となり、同校野球部の顧問を務める。奇しくも、同年から弟の嘉智もプロ野球・横浜ベイスターズに入団しており、同時期に横浜市に行ったこととなる。2015年夏、知人に誘われてドミニカ共和国を訪れ、勝敗よりもプレーを楽しませて長所を伸ばすという現地での野球指導に共感し、帰国後は野球部の指導にドミニカ流の練習を取り入れた。このドミニカでの経験が筒香にとって転機になったといい、後述のスポーツ教室を開くに至っている。
2016年度（2017年）に中学校を退職して地元：橋本市に帰郷し、2018年2月より幼児や小中学生を対象としたスポーツアカデミー「Go estudio SPORTS ACADEMY」をオープン。橋本市と連携してスポーツ振興に取り組んでおり、アカデミーでは子供たちが楽しむことを主眼にしたユニークなもので、技術面ではなくあらゆるスポーツに通ずる基礎的な体力向上を主目的としている。アカデミーの登録者数は2020年4月時点で150人を超える。中学校保健体育教師時代、子供たちの運動能力の違いを感じ取っていたといい、子供たちの小学校時代には体育も担任教員が行うことからどうしても教員の得手、不得手によりカリキュラムに隔たりが生じ、運動能力に反映されてしまうことに気付く。学校の体育の授業以外で運動する機会が激減していることもあり、アカデミー開講の理由は、運動能力を高める機会を均等に与えようといった試みでのものである。
こうした取り組みを熱心に取り組んでいたことから、橋本市より信頼を得て「地元出身の筒香（嘉智）選手に協力して欲しい」という打診を受ける。嘉智との橋渡し役を務め、もともと嘉智も少年野球を取り巻く問題について積極的に発言していることもあり、2019年1月に嘉智の市のスポーツ推進アンバサダーへの就任を実現させた。
2022年8月23日、一般財団法人として筒香青少年育成スポーツ財団を設立し、理事長を務めている。また、2023年に開始した少年硬式野球チーム「和歌山橋本Atta boys」の代表も務める。
嘉智とは10歳も年齢が離れているが、外見はそっくりとされている。